# Arihant-Klasse
Die Arihant-Klasse (Hindi अरिहंत श्रेणी, Sanskrit für 'Bezwinger der Feinde') ist eine Klasse von Atom-U-Booten mit ballistischen Raketen der Indischen Marine.
Die Klasse wurden im Rahmen des Projekts „Advanced Technology Vessel“ (ATV) zur Konstruktion und zum Bau von Atom-U-Booten entwickelt. Diese Schiffe werden von Indien als „strategische Angriffs-Atom-U-Boote“ eingestuft.

## Geschichte
Das Typschiff der Klasse, Arihant, wurde 2004 auf Kiel gelegt, 2009 vom Stapel gelassen und nach umfangreichen Seeerprobungen wurde die Indienststellung im August 2016 bestätigt. Die Arihant ist das erste U-Boot mit ballistischen Raketen, das von einem anderen Land als einem der fünf ständigen Mitglieder des Sicherheitsrats der Vereinten Nationen gebaut wurde. Seit dem 25. Oktober 2024 sind die Arihant und die Arighaat bereits auf Hochseepatrouillen unterwegs.

## Einheiten
| Kennung        | Name           | Bauwerft                                | Kiellegung     | Stapellauf        | Indienststellung | Bemerkungen     |
| S2-Unterklasse | S2-Unterklasse | S2-Unterklasse                          | S2-Unterklasse | S2-Unterklasse    | S2-Unterklasse   | S2-Unterklasse  |
| -------------- | -------------- | --------------------------------------- | -------------- | ----------------- | ---------------- | --------------- |
| SSBN 80        | Arihant        | Navy Shipbuilding Centre, Visakhapatnam | 2004           | 26. Juli 2009     | August 2016      | Aktiv           |
| S3-Unterklasse |                |                                         |                |                   |                  |                 |
| SSBN 81        | Arighaat       | Navy Shipbuilding Centre, Visakhapatnam | 2009           | 19. November 2017 | 29. August 2024  | Aktiv           |
| S4-Unterklasse |                |                                         |                |                   |                  |                 |
|                | Aridhaman      | Navy Shipbuilding Centre, Visakhapatnam |                | 23. November 2021 |                  | in Seeerprobung |
|                | S4*            | Navy Shipbuilding Centre, Visakhapatnam |                | 16. Oktober 2024  |                  | in Ausrüstung   |